# Dirk Fortuin
Dirk Marten (Dirk) Fortuin (Amsterdam, 14 juli 1901 - Bussum, 24 november 1986) was een Nederlands roeier. Eenmaal nam hij deel aan de Olympische Spelen, maar won bij die gelegenheid geen medaille. 
Op de Olympische Spelen van 1924 in Parijs maakte hij op 22-jarige leeftijd zijn olympisch debuut op het roeionderdeel vier met stuurman. De roeiwedstrijden vonden plaats op een recht gedeelte van de rivier de Seine bij Argenteuil. De Nederlandse ploeg behaalde een tijd van 7.08,0 in de eliminatieronde en drong hiermee door tot de finale. In de finale werd het team laatste, doordat het als enige ploeg niet over de finish kwam. Volgens de overlevering had de Nederlandse roeiploeg voor de start lange tijd in de brandende zon moeten wachten en raakte Fortuin, die op slag zat, buiten bewustzijn toen men in eerste positie lag.
Fortuin was aangesloten bij roeivereniging De Amstel in Amsterdam. Van beroep was hij vertegenwoordiger.

## Palmares

### roeien (twee met stuurman)
- 1927:  EK in Como

### roeien (vier met stuurman)
- 1924: DNF OS
- 1924:  EK in Zürich

Jo Brandsma · 
Jacob Brandsma · 
Dirk Fortuin · 
Jean van Silfhout · 
Louis Dekker (stuurman)